# Барея, Станислав
Станисла́в Сильве́стр Барея (пол. Stanisław Sylwester Bareja; 5 декабря 1929 — 14 июня 1987) — польский режиссёр, сценарист и актёр кино.

## Биография
Станислав Барея родился в 1929 году в Варшаве. В 1949 году — выпускник I лицея им. Стефана Жеромского. В 1949—1954 годах учился на режиссёрском факультете Киношколы в Лодзи. Сразу сдать дипломную работу не смог, не была засчитана и отснятая в 1958 году лента «Сжигание шляпы». 

В 1955—1959 годах — ассистент режиссёра, второй режиссёр. Дебютировал самостоятельной работой в 1960 году (фильм «Муж своей жены»). Его и представлял при получении диплома магистра искусств 24 апреля 1974 года.
Снимал, в основном, комедии и телесериалы. Неоднократно исполнял эпизодические роли в собственных фильмах.
Женой Станислава Бареи была Ханна Котковска-Барея, критик-искусствовед. Ей принадлежит авторство сюжета фильма «Разыскиваемый, разыскиваемая».
Умер 14 июня 1987 года от инфаркта в Эссене. Похоронен в Варшаве на Черняковском кладбище.

## Фильмография
| Год  |    | Русское название                                 | Оригинальное название            | Роль                                                                               |
| ---- | -- | ------------------------------------------------ | -------------------------------- | ---------------------------------------------------------------------------------- |
| 1953 | ф  | ...(короткометражный)                            | Drugie sumienie                  | режиссёр, сценарист                                                                |
| 1955 | ф  | Три старта                                       | Trzy starty                      | актёр (3-я новелла — роль: велосипедист)                                           |
| 1955 | ф  | Часы надежды                                     | Godziny nadziei                  | ассистент режиссёра                                                                |
| 1956 | ф  | Необыкновенная карьера                           | Nikodem Dyzma                    | ассистент режиссёра, актёр (роль: камердинер Куницких, нет в титрах)               |
| 1956 | ф  | Варшавская сирена                                | Warszawska syrena                | ассистент режиссёра                                                                |
| 1956 | ф  | Зимние сумерки                                   | Zimowy zmierzch                  | актёр (роль: помощник машиниста Малиновского)                                      |
| 1956 | ф  | Эскизы углём                                     | Szkice węglem                    | ассистент режиссёра, актёр (роль: лакей Ясек)                                      |
| 1957 | ф  | Эроика                                           | Eroica                           | актёр (1-я новелла — роль: повстанец)                                              |
| 1957 | ф  | Шляпа пана Анатоля                               | Kapelusz pana Anatola            | актёр (роль: кондуктор в автобусе, нет в титрах)                                   |
| 1958 | ф  | Немного солнца (короткометражный документальный) | Trochę słońca                    | режиссёр                                                                           |
| 1958 | ф  | Городок                                          | Miasteczko                       | актёр (роль: муж Магды)                                                            |
| 1959 | ф  | Инспекция пана Анатоля                           | Inspekcja pana Anatola           | актёр (роль: фотограф)                                                             |
| 1959 | ф  | Орёл                                             | Orzeł                            | актёр (роль: повар на «Орле», нет в титрах)                                        |
| 1960 | ф  | Муж своей жены                                   | Mąż swojej żony                  | режиссёр, сценарист                                                                |
| 1962 | ф  | Гангстеры и филантропы                           | Gangsterzy i filantropi          | актёр (2-я новелла — роль: гость в ресторане, нет в титрах)                        |
| 1962 | ф  | Прикосновение ночи                               | Dotknięcie nocy                  | режиссёр                                                                           |
| 1963 | ф  | Жена для австралийца                             | Żona dla Australijczyka          | режиссёр                                                                           |
| 1964 | с  | Барбара и Ян                                     | Barbara i Jan (TV series)        | сценарист серии 2, 4, 6                                                            |
| 1965 | с  | Капитан Сова идёт по следу                       | Kapitan Sowa na tropie           | режиссёр, актёр (3-я серия — роль: мужчина около почтового ящика)                  |
| 1966 | ф  | Брак по расчёту                                  | Małżeństwo z rozsądku            | режиссёр, актёр (роль: мужчина, покупающий пиджак, нет в титрах)                   |
| 1968 | ф  | Приключение с песенкой                           | Przygoda z piosenką              | режиссёр, сценарист, актёр (роль: прохожий, нет в титрах)                          |
| 1972 | ф  | Разыскиваемый, разыскиваемая                     | Poszukiwany – poszukiwana        | режиссёр, сценарист, актёр (роль: мужчина бегущий за машиной Роховича)             |
| 1974 | ф  | Нет розы без огня                                | Nie ma róży bez ognia            | режиссёр, сценарист                                                                |
| 1975 | тф | Необыкновенно спокойный человек                  | Niespotykanie spokojny człowiek  | режиссёр                                                                           |
| 1976 | ф  | Брюнет вечерней порой                            | Brunet wieczorową porą           | режиссёр, сценарист, актёр (роль: пьяный)                                          |
| 1977 | с  | Кукла                                            | Lalka                            | актёр (2-я серия — роль: Ясь Минцель, сын Яна)                                     |
| 1978 | ф  | Что ты мне сделаешь, когда поймаешь              | Co mi zrobisz, jak mnie złapiesz | режиссёр, сценарист, актёр (2 роли: Невтонова / мужчина с чемоданом, нет в титрах) |
| 1978 | с  | Семья Лесьневских                                | Rodzina Leśniewskich             | актёр (3-я серия — роль: режиссёр фильма «Спокойная ночь»)                         |
| 1980 | с  | Дом                                              | Dom                              | актёр (4-я серия — роль: режиссёр фильма «Запрещённые песенки»)                    |
| 1980 | ф  | Мишка                                            | Miś                              | режиссёр, сценарист, актёр (роль: пан Ян хозяин магазина в Лондоне, нет в титрах)  |
| 1983 | с  | Альтернативы 4                                   | Alternatywy 4                    | режиссёр, сценарист, актёр (серии 4 и 5 — роль: Парыс, районный милиционер)        |
| 1986 | с  | Предупреждения                                   | Zmiennicy                        | режиссёр, сценарист, актёр (серии 2, 3, 6, 7 — роль: «Крокодиловый»                |

## Награды
21 сентября 2006 президентом Лехом Качиньским был посмертно награждён командорским крестом ордена Возрождения Польши. Начиная с 2005 года, имя режиссёра носит улица в Варшаве. 6 октября 2011 года на лодзинской Аллее славы была открыта звезда, посвященный Станиславу Барее. На церемонии открытия присутствовал его сын Ян.